# صموئيل هولمز
صموئيل هولمز (بالإنجليزية: Samuel Jackson Holmes)‏ (و. 1868 – 1964 م) هو عالم حيواني، من الولايات المتحدة الأمريكية، ولد في هنري، كان عضوًا في الأكاديمية الأمريكية للفنون والعلوم، توفي عن عمر يناهز 96 عاماً.

## التعليم
تعلم في جامعة شيكاغو، وجامعة كاليفورنيا، بركلي.

## مناصب وهيئات
أدار جامعة كاليفورنيا، بركلي، وجامعة ميشيغان.